# Paratropus tishechkini
Paratropus tishechkini är en skalbaggsart som beskrevs av Kanaar 1997. Paratropus tishechkini ingår i släktet Paratropus och familjen stumpbaggar. Inga underarter finns listade i Catalogue of Life.